# Tarvos Trigaranus
Tarvos Trigaranus (tj. „býk se třemi jeřáby“) je keltské božstvo. Název se skládá z keltského slova pro býka tarvos (staroirské tarb (Staroirština) velšské tarw, bretonské taro, tarv, cornwallské tarow, odpovídající latinskému taurus) a přídavného jména „mající tři jeřáby“ (viz kymrské tri „tři“, garan "jeřáb"). Jméno je známo pouze z nápisu, není o něm známa žádná mytologie.

## Ikonografie

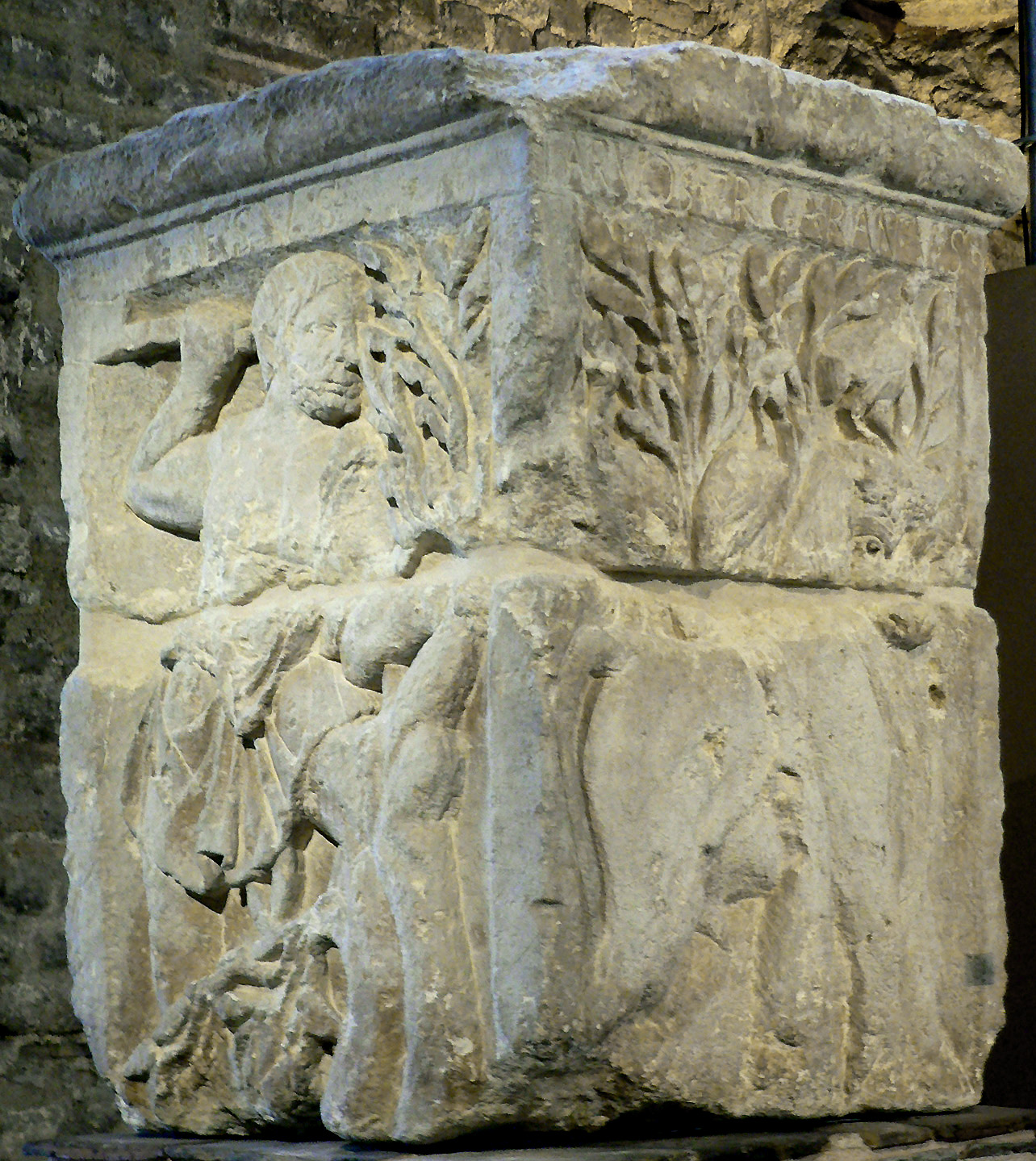
Reliéfní zobrazení Tarvose Trigarana na sloupu převozníků.

Jako Tarvos Trigaranus se objevuje na jednom čtverci sloupu pařížských převozníků, kde je zobrazen jako býk stojící za stromem. Na hlavě a zádech nese tři jeřáby, za kterými je naznačen les. Toto je také jediná známá zmínka o jméně.
Na votivní stéle z Trevíru je vyobrazena býčí hlava se třemi jeřáby (?). Tento anatomorfní hybridní tvor se zjevně skrývá na stromě, který vypadá, jako by ho kácel bůh Esus. Esus je také vidět vedle Tarvose na sloupu převozníků. Je možné, že existuje mýtus s Tarvosem a Esem, avšak za současného stavu poznání, není ověřitelný.
Bronzová soška zobrazující býka a tři ptáky s ženskými nebo chlapeckými hlavami byla nalezena v galsko-římském chrámu na Maiden Castle. Z Galie je známo mnoho zobrazení „býka se třemi rohy“, ale ikonografické spojení s ověřenými zobrazeními Tarvose Trigarana je krajně sporné.
Je také nejasné, do jaké míry lze Tarvose Trigarana ztotožnit s býkem na Gundestrupském kotlíku. Též může mít vztah s ostrovní keltskou představou „vodního býka“ (irsky Tarbh Uisge). Irský bůh Midir je také někdy zobrazován se třemi jeřáby.